# Мараја Кери
Мараја Кери  (енгл. Mariah Carey; Хантингтон, 27. март 1969) америчка је певачица, текстописац, музичка продуценткиња и глумица. Године 1990, снимила је и објавила свој први студијски албум Мараја Кери за издавачку кућу Columbia Records. Албум је неколико пута достигао платинасти тираж, а четири узастопна сингла са тог албума су се налазила на месту број један америчке листе Билборд хот 100. После удаје за извршног директора куће Columbia Records Томија Мотолу 1993. Керијева је издала низ успешних албума као што су Emotions (1991), Music Box (1993). и Merry Christmas (1994). Ови албуми су допринели њеном статусу најпродаваније певачице. Други сингл са албума Daydream из 1995. One Sweet Day, снимљен у дуету са групом Boyz II Men, је провео рекордних 16 седмица на врху Билбордове топ 100 листе и тако постао сингл који се најдуже задржао на месту број један у америчкој историји. Током снимања овог албума Керијева је почела да се удаљава од поп музике и полако прелазила на ритам и блуз, хип хоп звук. Ова музичка промена је постала видљива 1997. издавањем албума Butterfly. Следеће године је уследио развод од Мотоле.
Керијева је 2000. напустила „Коламбија рекордс“ и потписала рекордни уговор вредан 100 милиона долара за издавачку кућу „Вирџин рекордс“. Затим је 2001. снимила лоше прихваћени филм Сјај (енгл. Glitter), који је допринео раскиду уговора, застоју у каријери и боравку у болници због нервног слома и исцрпљености. После неуспешног периода, 2005. вратила се на врхове топ-листа издањем The Emancipation of Mimi који је снимила за нову издавачку кућу „Ајланд рекордс“. Други сингл са тог албума "We Belong Together" постао је њен најуспешнији сингл, а Билборд је прогласио ову нумеру за песму деценије. За своју улогу у филму "Драгоцен" (Precious) из 2009. добила је награду за најбољу дебитантску улогу на Међународном филмском фестивалу у Палм Спрингсу.
У каријери која траје 25 година Керијева је продала преко 200 милиона албума широм света, поставши тако један од најпродаванијих извођача свих времена. 1998. је постала најпродаванији музички извођач 90-их година, а 2000. најпродаванија певачица миленијума. Према Америчком удружењу музичке индустрије (енгл. Recording Industry Association of America), она је трећа најпродаванија певачица у Сједињеним Државама са 63 милиона продатих албума. Издавањем сингла Touch My Body 2008. Керијева је постигла још један рекорд за соло извођача, а то су 18 синглова на врху америчке топ-листе Билборд (два мање од Битлса). Године 2012, музички канал VH1 прогласио ју је другом на листи „100 најзначајнијих жена у музици“. Поред својих комерцијалних успеха, Мараја Кери је освојила 5 награда Греми, 17 Светских музичких награда (енгл. World Music Awards), 11 Америчких музичких награда (енгл. American Music Awards) и 31 музичку награду Билборд (енгл. Billboard Music Awards). Позната је по свом снажном гласу од пет октава, употреби мелизама и високих тонова.

## Дискографија

### Студијски албуми
- (1990)
- (1991)
- (1993)
- (1994)
- (1995)
- (1997)
- (1999)
- (2001)
- (2002)
- (2005)
- (2008)
- (2009)
- (2010)
- (2014)
- (2018)

### Видеографија
| Спот                                                                | Година | Режисер                    |
| ------------------------------------------------------------------- | ------ | -------------------------- |
| Vision of Love                                                      | 1990.  | Бојан Базели               |
| Love Takes Time                                                     | 1990.  | Џеб Брајан, Валтер Масер   |
| Someday                                                             | 1990.  | Лери Џордан                |
| I Don't Wanna Cry                                                   | 1991.  | Лери Џордан                |
| There's Got to Be a Way                                             | 1991.  | Лери Џордан                |
| Emotions                                                            | 1991.  | Џеф Преис                  |
| Can't Let Go                                                        | 1991.  | Џим Сонзеро                |
| Make It Happen                                                      | 1992.  | Маркус Ниспел              |
| Dreamlover                                                          | 1993.  | Дајан Мартел               |
| Anytime You Need A Friend                                           | 1994.  | Данијел Федерици           |
| All I Want for Christmas Is You                                     | 1994.  | Дајан Мартел               |
| Miss You Most (At Christmas Time)                                   | 1994.  | Дајан Мартел               |
| Mariah Carey                                                        | 1995.  | Мараја Кери                |
| One Sweet Day                                                       | 1995.  | Лери Џордан                |
| Always Be My Baby                                                   | 1996.  | Мараја Кери                |
| Honey                                                               | 1997.  | Паул Хунтер                |
| Butterfly                                                           | 1997.  | Мараја Кери, Даниејел Пиар |
| Breakdow                                                            | 1998.  | Мараја Кери, Дајан Мартел  |
| The Roof                                                            | 1998.  | Мараја Кери, Дајан Мартел  |
| My All                                                              | 1998.  | Херб Рајтс                 |
| My All/Stay Awhile                                                  | 1998.  | Дајан Мартел               |
| Sweetheart                                                          | 1998.  | Хјуп Вилијамс              |
| When You Believe                                                    | 1998.  | Фил Џоану                  |
| I Still Believe                                                     | 1999.  | Брет Рејтнер               |
| I Still Believe / Pure Imagination                                  | 1999.  | Мараја Кери                |
| Heartbreaker                                                        | 1999.  | Брет Рејтнер               |
| Heartbreaker" (Remix, featuring Da Brat, Missy Elliott and DJ Clue) | 1999.  | Дајан Мартел               |
| Thank God I Found You                                               | 1999.  | Брет Рејтнер               |
| Can't Take That Away (Mariah's Theme)                               | 2001.  | Сана Хамри                 |
| Crybaby                                                             | 2001.  | Сана Хамри                 |
| Loverboy                                                            | 2001.  | Дејвид ЛаЧапел             |
| Don't Stop (Funkin' 4 Jamaica)                                      | 2001.  | Сана Хамри                 |
| Through The Rain                                                    | 2002.  | Дејв Мејерс                |
| Boy (I Need You)                                                    | 2003.  | Џозеф Кан                  |
| Bringin' On The Heartbreak                                          | 2003.  | Сана Хамри                 |
| I Know What You Want                                                | 2003.  | Крис Робинсон              |
| It's Like That                                                      | 2005.  | Брет Рејтнер               |
| We Belong Together                                                  | 2005.  | Брет Рејтнер               |
| Shake It Off                                                        | 2005.  | Џејк Нава                  |
| Get Your Number                                                     | 2005.  | Џејк Нава                  |
| Don't Forget About Us                                               | 2005.  | Паул Хунтер                |
| Say Somethin (featuring Snoop Dogg)                                 | 2006.  | Паул Хунтер                |
| Lil Love                                                            | 2007.  | Крис Робинсон              |
| Touch My Body                                                       | 2008.  | Брет Рејтнер               |
| Bye Bye                                                             | 2008.  | Џастин Францис             |
| I'll Be Lovin' U Long Time                                          | 2008.  | Крис Ејплбаум              |
| I Stay In Love                                                      | 2008.  | Ник Канон                  |
| My Love                                                             | 2009.  | Ник Канон                  |
| Love Story                                                          | 2009.  | Ник Канон                  |
| Obsessed                                                            | 2009.  | Брет Рејтнер               |
| Obsessed (Remix, featuring Gucci Mane)                              | 2009.  | Брет Рејтнер               |
| I Want To Know What Love Is                                         | 2009.  | Хјуп Вилијамс              |
| H.A.T.E.U.                                                          | 2009.  | Брет Рејтнер               |
| Up Out My Face                                                      | 2010.  | Ник Канон, Мараја Кери     |
| Angels Cry                                                          | 2010.  | Ник Канон, Мараја Кери     |
| Oh Santa!                                                           | 2010.  | Ејтан Ледер                |
| When Christmas Comes                                                | 2011.  |                            |
| All I Want for Christmas Is You (SuperFestive!)                     | 2011.  | Сана Хамри                 |
| Triumphant                                                          | 2012.  | Ник Канон                  |
| Almost Home                                                         | 2013.  | Давид ЛаЧапел              |
| #Beautiful                                                          | 2013.  | Џозеф Кан                  |
| You're Mine (Eternal)                                               | 2014.  | Индрани, Кери              |
| Infinity                                                            | 2015.  | Брет Рејтнер               |
| I Don't(featuring YG)                                               | 2017.  | Мараја Кери                |
| The Star                                                            | 2017.  |                            |
| GTFO                                                                | 2018.  | Сара МекКолган             |
| With You                                                            | 2018.  | Сара МекКолган             |
| A No No                                                             | 2019.  | Сара МекКолган             |
| All I Want for Christmas Is You                                     | 2019.  | Џозеф Кан                  |
| Oh Santa!                                                           | 2020.  |                            |
| Where I Belong                                                      | 2021.  |                            |
| Fall In Love At Christmas                                           | 2021.  |                            |
| All I Want for Christmas Is You (Netflix's NFL)                     | 2024.  |                            |